# Auguste de Groulart
Auguste de Groulart (Bergen, 2 november 1806 - Esneux, 18 oktober 1888) was een Belgisch edelman.

## Geschiedenis
- In 1575 werd een attest van adeldom afgeleverd door de Proosdij van Durbuy aan Thomas en Michel Groulart. De tweede is een voorvader van de familie hierna.

## Levensloop
- Auguste Théodore de Groulart, mijningenieur, vrijwilliger in het leger van 1830, kolonel in het Belgisch leger, was een zoon van ingenieur Lambert Groulart en van Marie-Françoise Delnest. In 1876 verkreeg hij erkenning in de erfelijke adel, als lid van een familie die onder het ancien régime adellijk leefde. Hij trouwde in 1833 in Luik met Eugenie Vandermaesen (1811-1839) en in 1844 in Esneux met Guillemine Vandermaesen (1822-1899), zus van Eugénie. Met twee zoons uit het eerste bed en drie zoons en twee dochters uit het tweede bed.
  - Auguste de Groulart (1834-1891), luitenant-kolonel, trouwde in Namen in 1861 met Fanie Rigaux (1840-1916). Het echtpaar had twee dochters.
  - Hyacinthe de Groulart (1838-1910), majoor, trouwde in Schaarbeek in 1889 met Caroline Déopré (1850-1928). Met afstammelingen tot heden, maar vooruitzicht van uitdoving.
  - Lucien de Groulart (1845-1902), ingenieur, trouwde in Herstal in 1876 met Maria Tilman (1850-1886) en in Luik in 1889 met Louise Tilman (1858-1951), zus van Maria. Met vijf kinderen, zonder verdere afstamming.
  - Louis de Groulart (1849-1930), ingenieur, trouwde in Luik in 1879 met Lucy Rose. Met afstamming, maar vooruitzicht van uitdoving.